# New Orleans Saints 1996
La stagione 1996 dei New Orleans Saints è stata la 30ª della franchigia nella National Football League. Con un record di 3-13 la squadra si classificò al quinto posto della propria division, mancando i playoff per il quarto anno consecutivo nell'ultima stagione di Jim Mora come capo-allenatore.

## Scelte nel Draft 1996
| Scelte dei Saints nel Draft 1996 |        |                 |                |                     |
| Giro                             | Scelta | Giocatore       | Ruolo          | College             |
| 1                                | 11     | Alex Molden     | Cornerback     | Oregon              |
| 2                                | 40     | Je'Rod Cherry   | Defensive back | California          |
| 3                                | 70     | Brady Smith     | Defensive end  | Colorado State      |
| 4                                | 103    | Ricky Whittle   | Running back   | Oregon              |
| 5                                | 136    | Mercury Hayes   | Wide receiver  | Michigan            |
| 5                                | 145    | Tom Ackerman    | Guard          | Eastern Washington  |
| 5                                | 165    | Terry Guess     | Wide receiver  | Gardner–Webb        |
| 6                                | 179    | Keno Hills      | Guard          | Louisiana–Lafayette |
| 6                                | 204    | Toderick Malone | Wide receiver  | Alabama             |
| 7                                | 246    | Henry Lusk      | Tight end      | Utah                |

## Roster
| Roster dei New Orleans Saints nel 1996 |
| --- |
| Quarterback - 17 Jim Everett - 13 Doug Nussmeier Running Back - 24 Mario Bates - 22 Lorenzo Neal - 34 Ray Zellars FB Wide Receiver - 87 Lee DeRamus - 18 Terry Guess - 89 Mercury Hayes - 81 Michael Haynes - 83 Torrance Small Tight End - 85 Paul Green - 82 Irv Smith Offensive Linemen - 69 Tom Ackerman C - 72 Jim Dombrowski G - 74 Clarence Jones T - 61 Ed King G - 67 Andy McCollum C - 60 Craig Novitsky G - 77 Willie Roaf T - 66 Mike Verstegen G Defensive Linemen - 99 Willie Broughton DT - 94 Joe Johnson DE - 93 Wayne Martin DE - 92 Darren Mickell DE - 75 Emile Palmer DT - 91 Brady Smith DE Linebacker - 55 Mark Fields - 52 Richard Harvey - 59 Rufus Porter - 54 Winfred Tubbs Defensive Back - 21 Eric Allen CB - 37 Je'Rod Cherry FS - 29 Mark McMillian CB - 25 Alex Molden CB - 30 Anthony Newman SS Special Team - 10 Doug Brien K - 4 Klaus Wilmsmeyer P                                                                                                   |
| Legenda - I rookie sono in corsivo. - Il primo ruolo è il principale mentre gli eventuali successivi indicano i ruoli secondari. - (IR) sta per Injured Reserve ed indica la lista ristretta per un solo giocatore infortunato che può tornare ad allenarsi dopo la settimana 6 e a rientrare in prima squadra dopo che questa ha giocato 8 partite. - (NF-Inj.) / (NF-Ill.) stanno rispettivamente per Non-Football Injured e Non-Football Illness ed indicano le liste dove viene inserito un giocatore che ha un infortunio o una malattia non dipendente dal football americano. - (PUP) sta per Physically Unable to Perform ed indica la lista dove viene inserito un giocatore mentre è in attesa di recuperare la condizione fisica. Nella stagione regolare dopo la sesta partita giocata dalla propria squadra, il giocatore ha tempo tre settimane per riprendere ad allenarsi, più tre settimane aggiuntive dal suo rientro agli allenamenti per rientrare in prima squadra. |

## Calendario
| Stagione regolare |                         |                    |
| Turno             | Avversario              | Risultato          |
| 1                 | at San Francisco 49ers  | S 27–11            |
| 2                 | Carolina Panthers       | S 22–20            |
| 3                 | at Cincinnati Bengals   | S 30–15            |
| 4                 | Arizona Cardinals       | S 28–14            |
| 5                 | at Baltimore Ravens     | S 17–10            |
| 6                 | Jacksonville Jaguars    | V 17–13            |
| 7                 | Chicago Bears           | V 27–24            |
| 8                 | at Carolina Panthers    | S 19–7             |
| 9                 | Settimana di pausa      | Settimana di pausa |
| 10                | San Francisco 49ers     | S 24–17            |
| 11                | Houston Oilers          | S 31–14            |
| 12                | at Atlanta Falcons      | S 17–15            |
| 13                | at Tampa Bay Buccaneers | S 13–7             |
| 14                | St. Louis Rams          | S 26–10            |
| 15                | Atlanta Falcons         | S 31–15            |
| 16                | at New York Giants      | V 17–3             |
| 17                | at St. Louis Rams       | S 14–13            |

## Classifiche
| NFC West                |    |    |   |      |     |      |     |
|                         | V  | S  | P | %    | DIV | CONF | STR |
| (2) Carolina Panthers   | 12 | 4  | 0 | .750 | 367 | 218  | V7  |
| (4) San Francisco 49ers | 12 | 4  | 0 | .750 | 398 | 257  | V2  |
| St. Louis Rams          | 6  | 10 | 0 | .375 | 303 | 409  | V2  |
| Atlanta Falcons         | 3  | 13 | 0 | .188 | 309 | 461  | S2  |
| New Orleans Saints      | 3  | 13 | 0 | .188 | 229 | 339  | S1  |